# Dansk Folkepartis Ungdom
Dansk Folkepartis Ungdom (DFU), stiftet 3. december 1995, er Dansk Folkepartis officielle ungdomsorganisation.
DFU har som et af sine primære formål at udvikle talenter til Dansk Folkepartis virke i dansk politik. DFU ser det således ikke som sin opgave at give modspil til moderpartiets politiske linje, hvilket adskiller DFU fra de andre danske ungdomspolitiske organisationer.
DFU har ca. 500 medlemmer (2022).

## Historie
DFU har haft 10 forskellige formænd i perioden fra stiftelsen i 1995 til 2021. Deriblandt cand.mag. Kenneth Kristensen Berth, der havde posten fra 1999 til 2007. Han fik med sin 8 år lange formandsperiode rekorden som den længstsiddende landsformand for en politisk ungdomsorganisation i Danmark i nyere tid.
I november 2016 trak Lucas Hultgren, der var blevet valgt tidligere samme år, sig pludselig fra posten med øjeblikkelig virkning med henvisning til private og politiske uoverensstemmelser med andre medlemmer af hovedbestyrelsen. Derpå blev Chris Veber Østergaard konstitueret som ny formand, og ved årsmødet i 2017 blev Chris Bjerknæs valgt som landsformand. I 2020 blev han afløst af Tobias Weische.
Ved folkeafstemningen om EU-forsvarsforbeholdet anbefalede Dansk Folkepartis Ungdom at stemme nej.

## Skolevalgsresultater
| Valg | Formand                | Stemmer | %    | Mandater | +/-     | Mærkesag #1                                   | Mærkesag #2                     | Mærkesag #3                |
| ---- | ---------------------- | ------- | ---- | -------- | ------- | --------------------------------------------- | ------------------------------- | -------------------------- |
| 2015 | Anders Vistisen        |         | 9,0  | 16 / 175 | Uændret | Hårdere straffe for personfarlig kriminalitet | Afskaf social dumping           | Afskaf racismeparagraffen  |
| 2017 | Chris Veber Østergaard | 3.809   | 8,4  | 15 / 175 | 1       | Hårdere straffe for vold og overgreb          | Legaliser peberspray            | Permanent grænsekontrol    |
| 2019 | Chris Bjerknæs         | 5.075   | 8,4  | 15 / 175 | Uændret | Hårdere straffe for vold og overgreb          | Kortere skoledage i folkeskolen | Indfør et dyreværnspoliti  |
| 2021 | Tobias Weische         | 2.162   | 4,4  | 8 / 175  | 7       | Afskaf arveafgiften                           | Hårdere straffe for vold        | Totalt asylstop            |
| 2024 | Joachim Mortensen      |         | 5,18 | 9 / 175  | 1       | Udvis flere straffede udlændinge              | Hårdere straffe for vold        | Indfør atomkraft i Danmark |

## Formænd for DFU
- 1995-1999 Carl Christian Ebbesen
- 1999-2007 Kenneth Kristensen Berth
- 2007-2010 Allan Steen Hansen
- 2010-2012 Bente Kronborg Holst Flensted
- 2012-2015 Anders Primdahl Vistisen
- 2015 Peter Kofod
- 2015-2016 Lucas Thelander Hultgren
- 2016-2017 (konstitueret) Chris Veber
- 2017-2020 Chris Bjerknæs
- 2020-2022 Tobias Weische
- 2022-2023 Christian Bülow
- 2023-2024 Joachim Mortensen
- 2024-2025 Signe Vedersø Keldorff
- 2025-         Thomas Kastrup Christensen

## Lokalforeninger
Der er 17 lokalforeninger i DFU:
| Lokalforening               | Kommuner der dækkes |
| --------------------------- | --- |
| Bornholm                    | (1) Bornholm |
| Esbjerg og Omegn            | (5) Esbjerg, Varde, Vejen, Billund, Fanø |
| Fyn                         | (10) Nordfyn, Kerteminde, Odense, Faaborg-Midtfyn, Middelfart, Nyborg, Assens, Svendborg, Ærø, Langeland                                      |
| Herning/Vestjylland         | (6) Ringkøbing-Skjern, Holstebro, Lemvig, Struer, Ikast-Brande, Herning                                                                       |
| Kronjylland                 | (4) Norddjurs, Syddjurs, Randers, Favrskov |
| København                   | (4) København, Frederiksberg, Tårnby, Dragør                                                                                                  |
| Københavns Omegn            | (13) Gentofte, Lyngby-Taarbæk, Gladsaxe, Herlev, Rødovre, Hvidovre, Brøndby, Ballerup, Vallensbæk, Ishøj, Høje Tåstrup, Albertslund, Glostrup |
| Lolland-Falster-Vordingborg | (3) Lolland, Guldborgsund, Vordingborg |
| Midtjylland                 | (3) Skive, Viborg, Silkeborg |
| Nordjylland                 | (11) Aalborg, Vesthimmerland, Rebild, Mariagerfjord, Hjørring, Læsø, Frederikshavn, Jammerbugt, Morsø, Thisted, Brønderslev                   |
| Nordsjælland                | (11) Helsingør, Fredensborg, Hørsholm, Rudersdal, Furesø, Egedal, Frederikssund, Hillerød, Halsnæs, Gribskov, Allerød                         |
| Østsjælland                 | (5) Roskilde, Lejre, Køge, Solrød, Greve |
| Næstved & Omegn             | (4) Næstved, Faxe, Stevns, Ringsted |
| Sønderjylland               | (4) Haderslev, Aabenraa, Tønder, Sønderborg                                                                                                   |
| Trekanten                   | (3) Kolding, Fredericia, Vejle |
| Vestsjælland                | (5) Slagelse, Sorø, Kalundborg, Odsherred, Holbæk                                                                                             |
| Århus/Østjylland            | (6) Århus, Odder, Skanderborg, Horsens, Hedensted, Samsø                                                                                      |

## Medlems- og lokalforeningsudvikling (1997-2022)
|      | Antal medlemmer | Antal lokalforeninger |
| ---- | --------------- | --------------------- |
| 1997 | 250             | 4                     |
| 1998 | 265             | 4                     |
| 1999 | 303             | 5                     |
| 2000 | 375             | 5                     |
| 2001 | 501             | 9                     |
| 2002 | 488             | 11                    |
| 2003 | 583             | 13                    |
| 2004 | 516             | 13                    |
| 2005 | 433             | 13                    |
| 2006 | 447             | 13                    |
| 2007 | 439             | 14                    |
| 2008 | 439             | 11                    |
| 2009 | 417             | 12                    |
| 2010 | Ukendt          | Ukendt                |
| 2011 | 450             | 10                    |
| 2012 | 527             | 10                    |
| 2013 | Ukendt          | Ukendt                |
| 2014 | 556             | 14                    |
| 2015 | 642             | 12                    |
| 2016 | 784             | 16                    |
| 2017 | 635             | 16                    |
| 2018 | 484             | 15                    |
| 2019 | 514             | 16                    |
| 2020 | 514             | 16                    |
| 2022 | 503             | 16                    |

## Anklager for ekstremisme
Ligesom Dansk Folkeparti er Dansk Folkepartis Ungdom blevet anklaget for forhånende synspunkter. I 2002 blev Morten Messerschmidt og tre andre tidligere bestyrelsesmedlemmer fra Dansk Folkepartis Ungdom idømt 14 dages betinget fængsel for overtrædelse af straffelovens § 266b - også kaldet racisme- eller diskriminationsparagraffen. Dommen faldt i Retten i Hvidovre 11. oktober 2002 og blev skærpet i Østre Landsret 9. maj 2003. Anledningen var en annonce i bladet Studiemagasinet, der i byrettens dom blev beskrevet således: 
| Citat                                                                 | Annoncen havde følgende tekst: ”Massevoldtægter, Grov vold, Utryghed, Tvangsægteskaber, Kvindeundertrykkelse, Bandekriminalitet. Det er, hvad et multietnisk samfund tilbyder os”. Teksten var ledsaget af et billede af tre unge lyshårede piger med underteksten ”Danmark i dag” samt et billede af tre hætteklædte, blodplettede mænd, som fremviser koranen, med underteksten ”Danmark om 10 år”. Herudover blev fremstillet 1.000 plakater med samme indhold som annoncen med henblik på ophængning på offentlige steder. Byretten udtalte, at en meddelelse, der i sin essens beskylder alle, der tror på koranen, for massevoldtægter, grov vold, utryghed, tvangsægteskaber, kvindeundertrykkelse samt bandekriminalitet, ikke kan legitimeres under påberåbelse af statistik eller debat i massemedierne. En debat om de tiltaltes politiske mål afskæres ikke ved en kriminalisering af sådanne meddelelser som indeholdt i annoncen og plakaten. Hensynet til den særligt vidtgående ytringsfrihed for politikere om kontroversielle samfundsanliggender kan derfor ikke begrunde straffrihed for de tiltalte. | Citat |
| Rigsadvokatens referat af Retten i Hvidovres dom af 11. oktober 2002. | |       |